# Великовулизька сільська рада
| Великовулизька сільська рада — колишній орган місцевого самоврядування у Тиврівському районі Вінницької області з адміністративним центром у с. Велика Вулига. Сільській раді були підпорядковані населені пункти: - с. Велика Вулига |

## Історія
20 червня 1959 року Великовулизька і Маловулизька сільські ради Шпиківського району об'єднані в одну Великовулизьку сільську раду з центром в селі Велика Вулига.
Шпиківський район ліквідований 30 грудня 1962 року з передачею території до Тульчинського району.
4 січня 1965 сільрада перейшла до Тиврівського району.

## Склад ради
Рада складалася з 16 депутатів та голови.

## Керівний склад сільської ради
| ПІБ                       | Основні відомості                                                 | Дата обрання | Дата звільнення |
| ------------------------- | ----------------------------------------------------------------- | ------------ | --------------- |
| Когутяк Віктор Васильович | Сільський голова, 1966 року народження, освіта, безпартійний      | 26.03.2006   | 31.10.2010      |
| Когутяк Віктор Васильович | Сільський голова, 1966 року народження, освіта вища, безпартійний | 31.10.2010   |                 |

Примітка: таблиця складена за даними джерела